# Varanus juxtindicus
Espèce
Statut de conservation UICN

 LC  : Préoccupation mineure
Statut CITES
Varanus juxtindicus est une espèce de sauriens de la famille des Varanidae.

## Répartition
Cette espèce est endémique de l'île de Rennell aux Salomon.

## Publication originale
- Böhme, Philipp & Ziegler, 2002 : Another new member of the Varanus (Euprepiosaurus) indicus group (Sauria: Varanidae): an undescribed species from Rennell Island, Solomon Islands. Salamandra, vol. 38, n. 1, p. 15-26.